# Гантт (Алабама)
Гантт (англ. Gantt) — місто (англ. town) в США, в окрузі Ковінгтон штату Алабама. Населення — 196 осіб (2020).

## Географія
Гантт розташований за координатами 31°24′39″ пн. ш. 86°29′1″ зх. д. / 31.41083° пн. ш. 86.48361° зх. д. (31.410695, -86.483492).  За даними Бюро перепису населення США в 2010 році місто мало площу 1,77 км², з яких 1,68 км² — суходіл та 0,09 км² — водойми.

## Демографія
Згідно з переписом 2010 року, у місті мешкали 222 особи в 94 домогосподарствах у складі 58 родин. Густота населення становила 125 осіб/км².  Було 127 помешкань (72/км²).
Расовий склад населення:
| - 77,0 % — білих - 23,0 % — чорних або афроамериканців |

До двох чи більше рас належало 0,0 %. Частка іспаномовних становила 0,0 % від усіх жителів.
За віковим діапазоном населення розподілялося таким чином: 17,6 % — особи молодші 18 років, 66,2 % — особи у віці 18—64 років, 16,2 % — особи у віці 65 років та старші. Медіана віку мешканця становила 41,3 року. На 100 осіб жіночої статі у місті припадало 105,6 чоловіків;  на 100 жінок у віці від 18 років та старших — 94,7 чоловіків також старших 18 років.
Середній дохід на одне домашнє господарство  становив 61 805 доларів США (медіана — 47 000), а середній дохід на одну сім'ю — 74 692 долари (медіана — 69 063). За межею бідності перебувало 8,3 % осіб, у тому числі 17,4 % дітей у віці до 18 років та 5,3 % осіб у віці 65 років та старших.
Цивільне працевлаштоване населення становило 102 особи. Основні галузі зайнятості: сільське господарство, лісництво, риболовля — 29,4 %, транспорт — 14,7 %, будівництво — 12,7 %, освіта, охорона здоров'я та соціальна допомога — 11,8 %.